# John Bright (dissenyador de vestuari)
|  | No s'ha de confondre amb John Bright (guionista). |

|  | Per a altres significats, vegeu «John Bright (desambiguació)». |

John Bright (nascut el març de 1940) és un dissenyador de vestuari guanyador d'un Oscar de l'Acadèmia. John Bright va guanyar l'Oscar al millor vestuari per la pel·lícula Una habitació amb vista el 1986. Va compartir la victòria amb Jenny Beavan.

## Nominacions als premis de l'Acadèmia
- 1995 - Sentit i sensibilitat - Compartit amb Jenny Beavan. Perdut contra Restoration.
- 1993 - El que queda del dia - Compartit amb Jenny Beavan. Perdut contra L'edat de la innocència.
- 1992 - Retorn a Howards End - Compartit amb Jenny Beavan. Perdut davant Dràcula de Bram Stoker.
- 1987 - Maurice - Compartit amb Jenny Beavan. Perdut per l'últim emperador .
- 1986 - Una habitació amb vista - Compartida amb Jenny Beavan. Guanyador
- 1984 - Les bostonianes - Compartit amb Jenny Beavan. Perdut contra Amadeus.

## Filmografia
- Carmilla (2019)
- La comtessa russa (2005)
- Els magnífics Ambersons (2002)
- La copa daurada (2000)
- El darrer setembre (1999)
- Onegin (1999)
- Retrat d'una dama (1996)
- Twelfth Night o What You Will (1996)
- Jefferson a París (1995)
- Sentit i sensibilitat (1995)
- El que queda del dia (1993)
- Ullal Blanc (1991)
- Muntanyes de la Lluna (1990)
- Els enganyadors (1988)
- Maurice (1987)
- Una habitació amb vista (1986)
- Les bostonianes (1984)